# Za ostatni grosz
Za ostatni grosz – piąty studyjny album zespołu Budka Suflera wydany w 1982 przez wytwórnię płytową Tonpress.
Album miał 11 oficjalnych wydań (pomijając wydania kasetowe).

## Lista utworów
Strona A
1. „Za ostatni grosz” (Romuald Lipko – Marek Dutkiewicz) – 5:05
2. „Wszystko to widział świat” (Romuald Lipko – Andrzej Mogielnicki) – 4:15
3. „Rock'n'roll na dobry początek” (Romuald Lipko – Andrzej Mogielnicki) – 3:54
4. „Kto zrobił mi ten żart” (Romuald Lipko – Andrzej Mogielnicki) – 4:26

Strona B
1. „Nie taki znów wolny” (Romuald Czystaw – Andrzej Mogielnicki) – 5:12
2. „Teraz rób co chcesz” (Romuald Lipko – Andrzej Mogielnicki) – 4:23
3. „Rok dwóch żywiołów” (Romuald Lipko – Andrzej Mogielnicki) – 4:32
4. „Memu miastu na do widzenia” (Romuald Lipko – Adam Sikorski) – 2:58

bonusy TA Music (CD 1996)
1. „Nie wierz nigdy kobiecie” (Jan Borysewicz i Romuald Lipko[3] – Andrzej Mogielnicki) – 5:01
2. „Bez satysfakcji” (Jan Borysewicz – Andrzej Mogielnicki) – 4:01
3. „Nie ma końca tej podróży” (Jan Borysewicz – Andrzej Mogielnicki) – 4:25

## Skład
- Romuald Czystaw – śpiew
- Romuald Lipko – instrumenty klawiszowe
- Tomasz Zeliszewski – perkusja
- Andrzej Ziółkowski – gitara basowa
- Jan Borysewicz – gitara
- Zdzisław Janiak – gitara

## Wydania[2]
Wydania CD, chyba że zaznaczono inaczej.
- 1982 Tonpress LP (SX-T6)
- 1991 Tomy (CD2)
- 1996 TA Music (AATZ 023)
- 1999 Koch International (52147-2)
- 2000 Tomi (CD 003)
- 2002 Andromeda (CD 0995)
- 2003 Agencja Artystyczna MTJ (CD 10247)
- 2010 Budka Suflera Production (BSP 04-10)
- 2015 Budka Suflera Production (BSP0415)
- 2017 Warner Music Poland LP (0190295818333)
- 2021 Agencja Artystyczna MTJ LP (LP99825)